# Емма Швайґер
Е́мма Шва́йгер (нім. Emma Tiger Schweiger) — німецька кіноакторка та модель, яка народилася 26 жовтня 2002 року в Гамбурзі, Німеччина.
Дівчинка народилася в родині відомого німецького актора, режисера і сценариста Тіля Швайгера і американської моделі Дани Карлсен. Через два роки після появи в родині четвертої дитини — Емми, сім'я з Каліфорнії переїхала до Німеччини і оселилася в передмісті Гамбурга на розкішній віллі в англійському стилі.
Emma Schweiger — остання за рахунком дитина цієї зіркової пари, як і всі інші діти Тіля Швайгера, знімалася у всіх режисерських роботах — фільмах батька. В даний час батьки юної німецької акторки розлучилися, але це ніяк не позначилося на хороших відносинах всередині сім'ї і на акторській кар'єрі сина Валентина Флоріана (1995 року народження), дочки Луна Марі (1997 року народження), дочки Ліллі Каміль (1998 року народження) і Емми Тігер Швайгер (26 жовтня 2002 року народження). Емма і раніше проживає з матір'ю в Гамбурзі, ходить до школи і знімається в кіно.
Юна актриса за свої дев'ять років життя і за чотири роки роботи в кінематографії проявила себе талановитою, наполегливою і дуже працездатною дівчинкою.
Дебют у кіно відбувся в 2007 році в художньому фільмі режисера і продюсера Тіль Швайгера «Красунчик / Keinohrhasen», в якому Емма зіграла роль Шайєнн-Блю. Цікавий той факт, що юна актриса знялася у фільмі у віці 5-ти років, а перегляд фільму рекомендувався дітям до 6-ти років, втім пізніше рекомендація змінилася: «Дозволено дивитися дітям до 12-ти років тільки в супроводі дорослих».
Друга роль Емми в кіно в картині «Чоловіки у великому місті / Männerherzen», де на — Emily. Це фільм був винятком в акторському списку акторки, бо режисером і сценаристом став Simon Verhoeven, друг батька.
Третій фільм в кар'єрі німецької акторки — стрічка «Красунчик 2 / Zweiohrküken», де Емма продовжує зніматися в ролі дорослішої на два роки Шайєнн-Блю (Cheyenne-Blue). Режисер, продюсер і виконавець головної ролі — Тіль Швайгер — батько Emma Schweiger.
У 2011 році актриса бере участь у зйомках художнього фільму «Спокусник / Kokowääh» в ролі Магдалени. Картина — режисерська робота Тіля Швайгера, де він зіграв і одну з головних ролей.
Більшість критиків та й частина кіноглядачів, вважають, що акторська кар'єра юної німецької акторки відбулася завдяки її батькові. У цьому є частка правди, але без акторського таланту самої дівчинки навряд чи це було б можливо.

## Фільмографія
| Рік  | Фільм                 | Роль       | Нотатки       |
| ---- | --------------------- | ---------- | ------------- |
| 2007 | Красунчик             | Шайєнн-Блю |               |
| 2009 | Чоловіки в місті      | Емілі      |               |
| 2009 | Красунчик 2           | Шайєнн-Блю |               |
| 2011 | Спокусник             | Магдалена  |               |
| 2013 | Спокусник 2           | Магдалена  |               |
| 2013 | День народження Аліси | Боло       | Німецький даб |